# Nannothelypteris philippina
Nannothelypteris philippina är en kärrbräkenväxtart som först beskrevs av Karel Presl, och fick sitt nu gällande namn av Holtt. Nannothelypteris philippina ingår i släktet Nannothelypteris och familjen Thelypteridaceae. Inga underarter finns listade.